# Marcus Jean Pirae
Marcus Jean Pirae – angielski aktor filmowy i telewizyjny.

## Życiorys
Pochodzi z Kent. W wieku 18. lat poznawał techniki aktorskie Stelli Adler, Sandy Meisner i Michaiła Czechowa. Ukończył Lee Strasberg Theatre Studio w Londynie. Na wielkim ekranie zadebiutował u boku Seanna Williama Scotta w komedii sensacyjnej sci-fi Kuloodporny (Bulletproof Monk, 2003). W telewizyjnym filmie płaszcza i szpady Hallmark/RTL Muszkieterka (La Femme Musketeer, 2004) zagrał czarny charakter bezwzględnego kapitana Villeroi stojącego na czele oddanej gwardii kardynalskiej, a jego ekranowymi partnerami byli: Gérard Depardieu, Michael York, Nastassja Kinski, Christopher Cazenove i John Rhys-Davies.

## Filmografia

### filmykinowe
- 2006: Zdejmowany na dół (Stripped Down) jako Larry
- 2003: Kuloodporny (Bulletproof Monk) jako Pan Funktastic
- 2001: Nic do oclenia (Nothing to Declare) jako Mike Graves

### filmyTV
- 2004: Muszkieterka (La Femme Musketeer) jako Villeroi

### serialeTV
- 2005: Supernova jako Dr Marshall Peters